# 格尔德·巴克豪斯
格尔德·巴克豪斯（德語：Gerd Backhaus，1942年9月8日—），德国男子足球运动员，司职前锋。他曾代表德国联队参加1964年夏季奥林匹克运动会足球比赛，获得一枚铜牌。